# Italiaans landschap met gezicht op een haven
Italiaans landschap met gezicht op een haven is een schilderij van de Noord-Nederlandse schilder Jan Both in het Rijksmuseum in Amsterdam.

## Voorstelling
Het stelt een bergachtig landschap voor bij zonsondergang met daarin verschillende reizigers te paard, te voet en op een muilezel. Links kijkt een geitenhoeder toe. Op de achtergrond is een meer of zee te zien met daaraan een havenstad met schepen. Aan de oever zijn enkele vissers bezig hun netten binnen te halen. Het werk is een voorbeeld van een landschap van de italianisanten, een groep Noord-Europese schilders die hun inspiratie zochten in Italië. De schilder Jan Both verbleef eind jaren '30 tot begin jaren '40 samen met zijn broer Andries in Italië. Italiaans landschap met gezicht op een haven ontstond vermoedelijk pas na zijn terugkomst uit Italië in zijn atelier in Utrecht.

## Toeschrijving en datering
Het schilderij is links gesigneerd ‘JBoth’. Volgens het Rijksmuseum ontstond het tussen 1640 en zijn dood in 1652.

## Herkomst
Het werk wordt voor het eerst vermeld in de catalogus van de boedelveiling van de Utrechtse hoogleraar Jan Bleuland op 6 mei 1839 en volgende dagen in zijn woonhuis aan de Herenstraat. Tegen het jaar 1850 was het in het bezit van Johannes Rombouts (1772-1850) in Dordrecht, die zijn kunstverzameling naliet aan zijn neef Leendert Dupper (1799-1870). Dupper breidde deze verzameling vervolgens uit en liet deze in 1870 per legaat na aan het Rijksmuseum.